# Lipka (powiat złotowski)
Lipka (niem. Linde) – wieś w Polsce położona w województwie wielkopolskim, w powiecie złotowskim, w gminie Lipka. Miejscowość jest siedzibą gminy Lipka.
Według danych z 1 stycznia 2011 roku wieś liczyła 2198 mieszkańców.

## Historia
Pierwszy raz wzmiankowana w 1376. Wieś szlachecka, własność wojewody płockiego Piotra Potulickiego, około 1580 roku leżała w powiecie nakielskim województwa kaliskiego. W 1755 roku dobra wolnego sołectwa kupują Godfryd I Anna Krumrey za 3800 tynfów w monecie srebrnej. Wkrótce powstaje pierwszy zajazd w Lipce (1754 r.), przywilej otworzenia otrzymał niejaki Wergin za 1000 tynfów. W 1868 r. dobra Lipki przechodzą na własność rodziny Schliemann. Doktor Jan Aschliemann zakłada winiarnię, a wina owocowe tu produkowane szybko zyskują uznanie; na światowej Wystawie Win w Petersburgu (pierwsze lata XX w.) wino z Lipki nagrodzono medalem. W 1772 r. w wyniku I rozbioru Polski, Lipka zostaje włączona do Prus. Następstwem tego wydarzenia jest postępująca germanizacja i rozwój gospodarczy wsi. Już w 1773 r. powstaje pierwsza niemiecka szkoła. W XIX – wiecznych kronikach odnotowano też, że w 1826 r. Lipka prawie doszczętnie spłonęła, a w 1870 r. położono, istniejącą do dziś, linię kolejową łączącą Złotów-Chojnice oraz postawiono zabudowania dworcowe.

### Druga wojna światowa
W końcu 1939 mieścił się tutaj obóz przejściowy dla jeńców wojennych oraz ludności cywilnej, w tym dla działaczy polonijnych z ziemi złotowskiej.
31.01.1945 roku do Lipki wkracza IV Dywizja Piechoty im. Jana Klińskiego. Ludność niemiecka w obawie przed nadciągającymi wojskami opuszcza wieś. Wkrótce przybywają tu pierwsi osadnicy z województwa kieleckiego, lubuskiego, sandomierskiego i niewielu reprezentantów zza Buga.
Wkraczające 29 stycznia 1945 oddziały radzieckie dopuściły się zbrodni wojennej, zabijając 16 mieszkańców oraz dokonując gwałtu na przynajmniej 50 kobietach, z których 4 następnie zamordowano (w tym 18-letnią dziewczynę). W raporcie dowództwa 2 Armii niemieckiej, która następnie odzyskała przejściowo te tereny, zanotowano; W trzech pokojach pewnego dużego domu znaleziono pięć martwych kobiet oraz trzy martwe dziewczynki, wszystkie ofiary miały między nogami puste butelki po winie.

Przed końcem wojny mieszkańcy na czele z pierwszym wójtem Ignacym Jackowskim, przystępują do odbudowy zrujnowanej szkoły i spalonej sali gimnastycznej. 14 maja 1945 roku ksiądz proboszcz Domachowski z Zakrzewa dokonuje aktu poświęcenia szkoły, a wójt wręcza klucze pierwszemu kierownikowi polskiej szkoły Fulgentemu Młodzianowskiemu.

### Po wojnie
W okresie PRL mieściły się tu liczne małe zakłady przemysłowe, m.in. wytwórnia win, cegielnia produkująca cegły wapienno-piaskowe, PGR, a także jedne z największych w Polsce plantacji porzeczek.
1 czerwca 1951 w Lipce utworzono rzymskokatolicką parafię św. Katarzyny.

## Pamiątki historyczne
Wieś o układzie wielodrożnicy. We wsi: kościół św. Katarzyny (modernistyczny z lat 1927-1933), sala katechetyczna (stary kościół z 1864 o cechach neoromańskich) i kilka chałup z XIX wieku (w tym szachulcowe). Izba Pamięci Narodowej w Gminnym Ośrodku Kultury obrazuje działalność Polonii przed 1939, dzieje obozu przejściowego, oswobodzenie wsi przez 4. Dywizję Piechoty 1 Armii Wojska Polskiego i powojenny rozwój miejscowości. Na miejscu obozu znajduje się głaz pamiątkowy.

## Komunikacja
Przez centrum lipki przebiega droga wojewódzka nr 188 łącząca Piłę z Człuchowem. W Lipce również jest stacja kolejowa Lipka Krajeńska.

## Administracja
- W wyniku I rozbioru Rzeczypospolitej od 1772 w granicach Królestwa Prus,
- Od 1871 jednocześnie w granicach Rzeszy Niemieckiej,
- Od 1945 roku ponownie w Polsce,
- W latach 1975–1998 miejscowość administracyjnie należała do województwa pilskiego.
- W latach 1954–1972 wieś należała i była siedzibą władz gromady Lipka
- W latach 1945–1954 oraz po 1973 r. wieś należy i jest siedzibą władz gminy Lipka